# Lista över gator på Manhattan
Detta är en lista över gator på Manhattan.

## 1st Street - 7th Street
| Street     | Start                     | Slut                     | Längd  |
| 1st Street | Avenue A/E Houston Street | Bowery                   | 0,6 km |
| 2nd Street | Avenue D/E Houston Street | Bowery                   | 1,3 km |
| 3rd Street | Avenue D                  | Bowery                   | 1,3 km |
| 4th Street | Avenue D                  | W 13th Street            | 3,1 km |
| 5th Street | Avenue D                  | Cooper Square/3rd Avenue | 1 km   |
| 6th Street | FDR Drive                 | Cooper Square/3rd Avenue | 1,5 km |
| 7th Street | Avenue D                  | 3rd Avenue               | 1,3 km |

## 8th Street och 9th Street
| Gata       | Start    | Slut       | Längd |
| 8th Street | Avenue D | 6th Avenue | 2 km  |
| 9th Street | Avenue D | 6th Avenue | 2 km  |

## 10th Street till 13th Street
| Gata        | Start           | Slut        | Längd  |
| 10th Street | FDR Drive       | West Street | 3,4 km |
| 11th Street | Avenue C        | West Street | 2,8 km |
| 12th Street | Avenue C        | West Street | 3,1 km |
| 13th Street | Avenue C        | Dead End    | 0,3 km |
| 13th Street | Dead End (Av B) | 10th Avenue | 3 km   |

## 14th Street
Gatan börjar vid Avenue C och slutar vid West Street. 

## 15th och 16th Streets
| Street      | Start           | Slut        | Längd  |
| 15th Street | FDR Drive       | Avenue C    | 0,3 km |
| 15th Street | 1st Avenue      | West Street | 2,4 km |
| 16th Street | Dead end (Av C) | Avenue C    | 0,2 km |
| 16th Street | 1st Avenue      | West Street | 2,9 km |

## 17th till 19th Streets

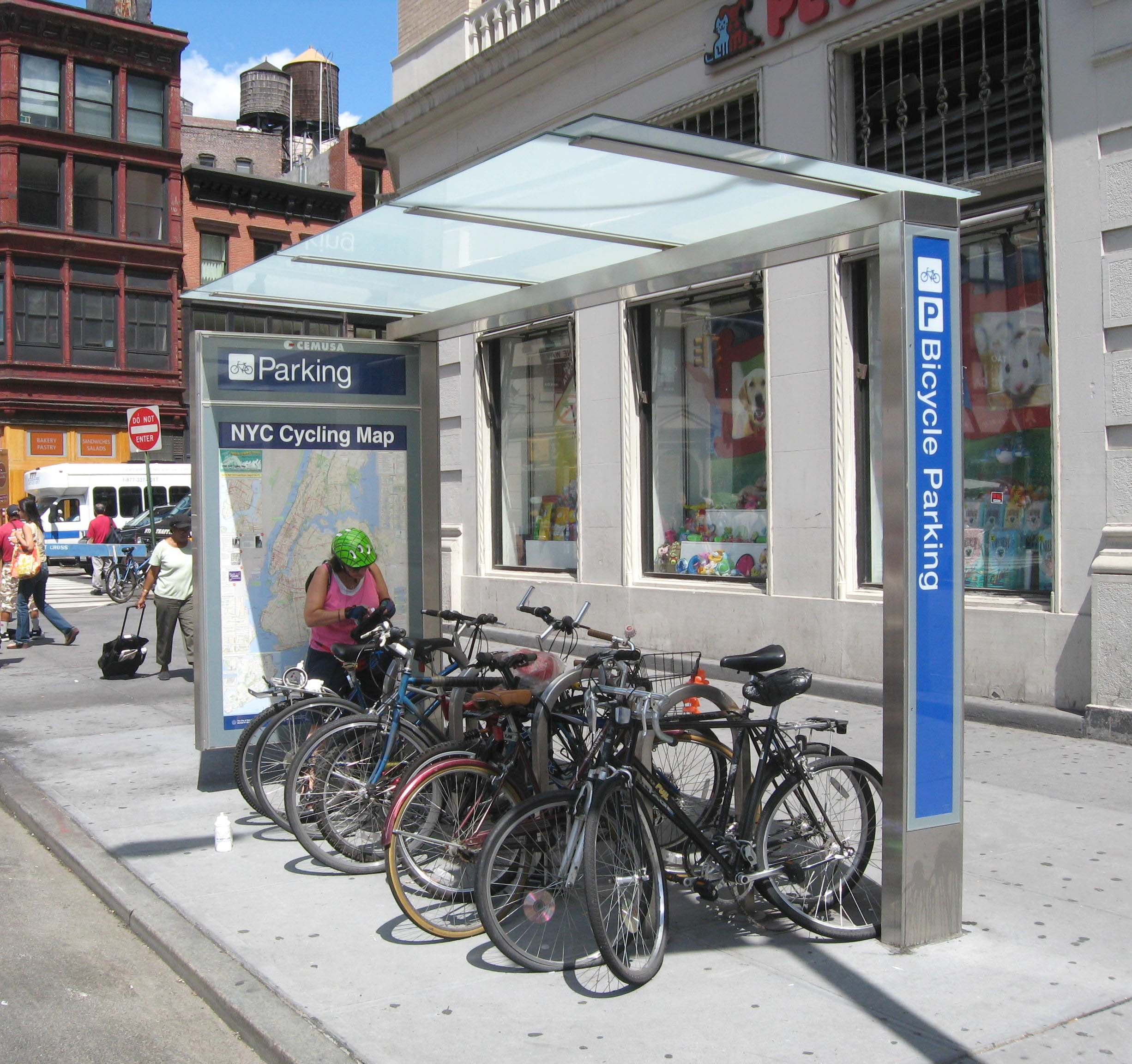
Bil parkerad vid 17th Street

| Street      | Start      | Slut        | Längd  |
| 17th Street | 1st Avenue | 11th Avenue | 2,6 km |
| 18th Street | 1st Avenue | 11th Avenue | 2,6 km |
| 19th Street | 1st Avenue | 11th Avenue | 2,6 km |

## 20th till 22nd Streets
| Street      | Start      | Slut        | Längd  |
| 20th Street | FDR Drive  | 11th Avenue | 3,1 km |
| 21st Street | 1st Avenue | 11th Avenue | 2,7 km |
| 22nd Street | 1st Avenue | 11th Avenue | 2,7 km |